# ایمر توره‌ملا
 ایمر توره‌ملا، روستایی است از توابع بخش مرکزی شهرستان گنبد کاووس در استان گلستان ایران.
کشاورزی( شالیکاری-گندم-جو-کلزا-پنبه- صیفی جات- و.... ) و دامداری از شغل اصلی مردم این روستا میباشد. 
جلیل ایمری بازیکن و کاپیتان سابق تیم ملی والیبال نشسته ایران نیز از ساکنان این روستا میباشد.
این روستا در ۳۵ کیلو متری جنوب غربی منطقه گنبد کاووس واقع میباشد.
علاقه و تمرکز بر تحصیلات عالیه در بین اهالی روستای ایمر توره ملا پررنگ است. این امر در کنار چراغ شیره با کیفیت بالا، ارایه مناسب و بهداشتی بهمراه مهماننوازی اهالی از نکات برجسته این دهکده محسوب می شود. مایکل آقچلی از اهالی ایمر توره ملا از مشاهیر ترکمن صحرا و فارغ التخصیل فوق لیسانس آموزش زبان انگلیسی بعنوان زبان دوم نقش پررنگی در ارتقا و پیشرفت فرهنگی این روستا داشته است. مایکل دانشجو و مدرس داشنگاه پاویا شهر لامباردی ایتالیا است.

## جمعیت
این روستا در دهستان باغلی ماراما قرار داشته و براساس سرشماری سال ۱۳۸۵جمعیت آن ۷۷۱نفر (۱۷۳خانوار) بوده‌است.